# Манастир Петра
Манастир Петра смештен је у Аграфи.
Током турских времена, примао је помоћ од Русије, укључујући Катарину Велику. Након завршетка грађанског рата у Грчкој, 1953. године, манастир је пуст. Обновљен 2003. уз финансијску помоћ Русије. Данас се у његовој цркви на Ускрс чита еванђеље на 12 језика, од којих традиционални је старословенски.

## Види jош
- Манастир Селцу